# تشاخر أحمد
تشاخر أحمد هي قرية في مقاطعة مياندوآب، إيران. يقدر عدد سكانها بـ 142 نسمة بحسب إحصاء 2016.